# Amir Adan
Mikael Amir Adan, född 10 april 1985 i Spånga församling i Stockholms län, är en svensk politiker (moderat). Han var riksdagsledamot 2010–2018 (statsrådsersättare i oktober 2010, därefter ordinarie ledamot) och januari–maj 2020 (tjänstgörande ersättare), invald för Stockholms kommuns valkrets.

## Biografi
Adan har sina rötter båda från Sverige och Somalia(svensk mor och somalisk far). Han har flera gånger företagit resor till olika länder i Afrika, och i samband med det mött afrikanska politiker samt svenska ambassadörer.
Adan studerade ekonomi vid Högskolan i Gävle åren 2004–2006 och vid Stockholms universitet åren 2006–2008. Därefter arbetade han som redovisningsansvarig på Akelius fastigheter åren 2008–2010.

### Riksdagsledamot
Han kandiderade i riksdagsvalet 2010 och blev ersättare. Adan var statsrådsersättare för Beatrice Ask under perioden 4–18 oktober 2010 och för Fredrik Reinfeldt 19–25 oktober 2010. Adan utsågs till ny ordinarie riksdagsledamot från och med 26 oktober 2010 sedan H.G. Wessberg avsagt sig uppdraget och tjänstgjorde därefter som ledamot till valet 2018. Adan kandiderade i riksdagsvalet 2018 och blev ersättare. Han var tjänstgörande ersättare i riksdagen för Jessica Rosencrantz under perioden 1 januari–3 maj 2020.
I riksdagen var Adan ledamot i kulturutskottet 2012–2014 och socialutskottet 2014–2018. Han har varit suppleant i bland annat EU-nämnden, försvarsutskottet, kulturutskottet, socialförsäkringsutskottet, socialutskottet och utrikesutskottet samt suppleant i riksdagens delegation till den parlamentariska församlingen för Unionen för Medelhavet. Adan var även revisorssuppleant i Systembolaget AB.
Adan har motionerat om att införa räntefria lån i Sverige med hänsyn till muslimska värderingar.